# Paranatinga
Paranatinga é um município brasileiro do estado de Mato Grosso. Localiza-se a uma latitude 14º25'54" sul e a uma longitude 54º03'04" oeste, estando a uma altitude de 460 metros.Sua população estimada em 2022 era de 26.423 habitantes. Possui uma área de 24267,9 km².

## História
O povoamento de Paranatinga remete ao século XIX, época de abertura de fazendas isoladas na região; e foi acelerado pela descoberta de minas de diamante pelo fazendeiro Abraão Bezerra. Assim, em 1963, começou a corrida dos diamantes, que levou à criação do distrito de Simões Lopes, a noroeste dos garimpos do Rio Paranatinga.
Duas corrutelas garimpeiras se formaram: uma na nascente do Rio Paranatinga, de vida curta, e outra mais abaixo, que se converteu no núcleo da futura cidade; que foi batizada em homenagem ao Rio Paranatinga, tão importante para o início do município.
Paranatinga foi criada como distrito em 6 de janeiro de 1969, e teve seu nome alterado para Alto Paranatinga, em 14 de dezembro de 1971. Algum tempo depois, o distrito de Simões Lopes foi incorporado a Alto Paranatinga.
O distrito foi elevado a município em 17 de dezembro de 1979, tendo seu nome simplificado para Paranatinga.

## Geografia

### Bacia hidrográfica
Grande Bacia do Amazonas. Para esta bacia contribuem as bacias dos rios Teles Pires e Culuene. O Rio São Manoel vem a ser o formador do Rio Teles Pires, juntamente com o Paranatinga. O Rio Pacu vem a ser o formador do Rio Culuene, que por sua vez é o formador do Rio Xingu

## Clima
No Centro-Norte: Equatorial quente e úmido; no Centro-Sul: Tropical quente e sub-úmido. Período de seca de quatro meses, de maio a agosto. Precipitação anual de 2.250 mm, intensificando-se em janeiro, fevereiro e março. Temperatura média anual 24 °C, com maior máxima de 38 °C, e menor mínima de 4 °C.

## Agricultura
Produção agrícola (cereais, leguminosas e oleaginosas
| Tipos de grãos | Área colhida (Hectares) | Quantidade produzida (Toneladas) |
| -------------- | ----------------------- | -------------------------------- |
| Arroz          | 10.144                  | 30.237                           |
| Soja           | 217.419                 | 752.833                          |
| Milho          | 57.567                  | 286.206                          |

- Fonte: IBGE - Censo agropecuário de 2017[5]

## Pecuária
- Bovinos (efetivo do rebanho): 340.280 cabeças
- Bovinos (vaca ordenhada): 1.281 (abeças
- Caprinos: 542 cabeças
- Equinos: 2.606 cabeças
- Galináceos: 48 (x1000 cabeças)
- Muares: 567 cabeças
- Ovinos: 3.141 cabeças
- Patos, Marrecos, Gansos, Perdizes e Faisões: 926 cabeças
- Perus: 28 cabeças
- Suínos: - 5.948 cabeças

Fonte: IBGE - Censo agropecuário de 2017

## Últimos prefeitos eleitos
| Ano  | Prefeito           | Partido | Votos | %      | Ref    |
| ---- | ------------------ | ------- | ----- | ------ | ------ |
| 2004 | Pedro Dalla Nora   | PPS     | 4.331 | 100,00 | [ 7 ]  |
| 2008 |                    |         |       |        |        |
| 2012 | Vilson Pires       | PRP     | 5.072 | 47,32  | [ 8 ]  |
| 2016 | Marquinhos do Dedé | PMDB    | 4.541 | 47,17  | [ 9 ]  |
| 2020 | Marquinhos do Dedé | MDB     | 4.961 | 47,95  | [ 10 ] |